# Josef Anton Schumacher
Josef Anton Schumacher (* 10. April 1677 in Zug; heimatberechtigt ebenda; † 6. Juli 1735 in Turin) war Zuger Stabführer und Ammann. Sein Aufstieg und Fall wurde mehrfach historisch und literarisch dargestellt.

## Leben und Wirken
Josef Anton Schumachers Eltern waren der wohlhabende Bauer und Salzhändler Wolfgang Schumacher und Barbara Hediger. Er studierte Philosophie und Rechtswissenschaften. Er heiratete Maria Anna Rauch von Diessenhofen und war als Salzhändler und Jurist tätig. Er war wegen seines frommen Lebenswandels angesehen und seine Kenntnisse waren bei der Obrigkeit gefragt. Als schwarzer Schumacher war er wegen seines «düsteren Aussehens» bekannt.
Schumacher stieg in stadtzugerische Elite auf, stellte sich aber bald gegen diese, insbesondere gegen die dominierende, aristokratische Familie Zurlauben, die eng mit Frankreich verbunden war. Im Zweiten Villmergerkrieg stand er 1712 auf Seiten der bäuerlich geprägten Kriegspartei und war führend am Sturz der friedenswilligen Regierung beteiligt. Nach der Niederlage seiner Partei wurde Schumacher nicht bestraft. Fünf Jahre später wurde er in den Stadtrat gewählt.
Im ersten Harten- und Lindenhandel führte Schumacher 1729 die Partei der antifranzösischen «Harten» an. Als «Sachwalter des gemeinen Mannes» trat er für die gerechte Verteilung der Pensionen auf. Nach der Niederlage der «Linden» um Fidel Zurlauben wurde er «Stabführer» der Stadt Zug, das heisst ihr Vorsteher im jährlichen Wechsel. Schumacher war von 1729 bis 1734 Gesandter zur Tagsatzung und stärkte seine Position ab 1731 als Ammann des Standes Zug. Das Gewaltregime, die politische Isolierung Zugs nach dem Bruch mit Frankreich 1733, der Ausfall der Pensionen fielen aus und die erfolglose Annäherung an den Kaiser führten bald zum Sturz der Harten. Schumacher wurde Anfang 1735 von allen Ämtern enthoben und im Mai wegen Landesverrats «auf ewig verbannt» und zur Galeere verurteilt.
Josef Anton Schumacher starb am 6. Juli 1735 auf dem Weg zum Vollzug der Strafe.

## Belege
1. 1 2 3 4 5  Renato Morosoli: Josef Anton Schumacher. In: Historisches Lexikon der Schweiz.  21. November 2012.

| Personendaten    | Personendaten                   |
| ---------------- | ------------------------------- |
| NAME             | Schumacher, Josef Anton         |
| KURZBESCHREIBUNG | Zuger Stabführer und Landammann |
| GEBURTSDATUM     | 10. April 1677                  |
| GEBURTSORT       | Zug, Schweiz                    |
| STERBEDATUM      | 6. Juli 1735                    |
| STERBEORT        | Turin                           |